# Sprung ins Leben
Sprung ins Leben ist ein deutsches Filmdrama des Regisseurs Matthias Steurer aus dem Jahr 2014. In der Hauptrolle verkörpert Lucas Reiber den querschnittgelähmten Teenager Sebastian Jäger.

## Handlung
Der leidenschaftliche Fußballer Sebastian (Basti) erleidet einen schweren Autounfall. In der Folge kann er sich nur noch im Rollstuhl fortbewegen und muss seinen Traum vom Fußball aufgeben. Seine Mutter Katharina kann es nicht ertragen, wie sich ihr Sohn verändert, und gibt ihren Beruf auf, um ganz für ihn da sein zu können. Dies jedoch gefällt Sebastian überhaupt nicht und er ist kurz davor, sein Leben selbst zu beenden. An dieser Stelle kommt der Pilot Janik ins Spiel, der zwischen den beiden zu vermitteln versucht. Er schafft es, Sebastian auf einen Flug in einer Cessna mitzunehmen und mit ihm gemeinsam einen Fallschirmsprung aus 4.000 m Höhe zu absolvieren. Dies ist Sebastians neuer Sprung ins Leben.

## Erstausstrahlung
Sprung ins Leben wurde am 14. März 2014 erstmals im Ersten ausgestrahlt.

## Kritik
TV Spielfilm urteilt mit einem nach oben gestreckten Daumen: „Kleiner Mutmacher statt der üblichen Freitagsbespaßung“.
Filmdienst stufte den Fernsehfilm als „sentimentales romantisches (Fernseh-)Drama über Selbstfindung in familiären Krisensituationen“ ein.
Gïti Hatef-Rossa konstatiert bei Rainer Tittelbach: „[…] Vom Freitagabend in der ARD darf man in letzter Zeit mehr erwarten, als dieses unentschlossene, allenfalls flüssig inszenierte Familiendrama zu bieten hat.“